# Coryssocnemis clara
Coryssocnemis clara là một loài nhện trong họ Pholcidae. Loài này được phát hiện ở México.